# Ардс (футбольный клуб)
«Ардс» — североирландский футбольный клуб из города Ньютаунардс, основанный в 1902 году. C 2006 года участвует в Первом дивизионе Северной Ирландии, заняв 16 место в Высшем дивизионе сезона 2005—2006 и вылетев из него. В последние 10 лет команда испытывает большую нехватку в финансировании, из-за этого клубу пришлось продать свой предыдущей стадион и арендовать «Кландибойе Парк». В сезоне 2006—2007 команда не смогла вернуться в элитный дивизион и заняла лишь 5 место.

## Достижения
ФК Ардс становился победителем соревнований в Северной Ирландии:
- Ирландская Лига (1): 1957—1958
- Первый дивизион (1): 2000—2001
- Кубок Ирландии (4): 1926—1927, 1951—1952, 1968—1969, 1973—1974
- Кубок Лиги (1): 1994—1995
- Золотой Кубок (2): 1953—1954, 1973—1974
- Кубок Ольстера (1): 1973—1974
- County Antrim Shield (3): 1955—1956, 1971—1972, 1993—1994
- Blaxnit All-Ireland Cup (1): 1973—1974
- McEwan’s Soccer Sixes (1): 1992
- North Down Cup (2): 2003, 2005
- McElroy Challenge Cup (1): 1940—1941
- Clements Lyttle Challenge Cup (2): 1941—1942, 1942—1943

### Выступления ФК Ардс в Европе
| Название турнира         | И  | В | Н | П  | ГЗ | ГП |
| ------------------------ | -- | - | - | -- | -- | -- |
| Лига чемпионов           | 2  | 0 | 0 | 2  | 3  | 10 |
| Кубок УЕФА               | 2  | 1 | 0 | 1  | 4  | 8  |
| Кубок обладателей кубков | 4  | 0 | 1 | 3  | 2  | 17 |
| Кубок Интертото          | 4  | 0 | 0 | 4  | 1  | 14 |
| Всего                    | 12 | 1 | 1 | 10 | 10 | 49 |

- Лига чемпионов
  - Ардс 1-4 Стад де Рэймс
  - Стад де Рэймс 6-2 Ардс
- Кубок УЕФА
  - Ардс 3-2 Стандарт Льеж
  - Стандарт Льеж 6-1 Ардс
- Кубок обладателей кубков
  - Ардс 0-0 Рома
  - Рома 3-1 Ардс
  - ПСВ Эйндховен 10-0 Ардс
  - Ардс 1-4 ПСВ Эйндховен
- Кубок Интертото
  - Ардс 0-1 Роял Антверп
  - Ниа Саламина 4-1 Ардс
  - Ардс 0-3 Осер
  - Ласанэ 6-0 Ардс
- Товарищеские матчи
  - Ардс 0-0 Харлем

## Рекорды
- Первая официальная игра: 25 августа 1923 года (Ирландская футбольная лига сезона 1923—1924 года) — Барн Юнайтед 1-2 Ардс
- Самая крупная победа: 14 октября 1989 года: Кубок Лиги Roadferry 1 раунд — Ардс 12-0 UUJ
- Самое крупное поражение: 18 сентября 1974 года: Кубок обладателей кубков 1 раунд, 1 игра — ПСВ Эйндховен 10-0 Ардс
- Наибольшее число забитых мячей в сезоне: 149 голов в 57 играх — 1973—1974
- Наибольшее число пропущенных мячей в сезоне: 133 гола в 47 играх — 1962—1963
- Наименьшее число забитых мячей в сезоне: 35 голов в 46 играх — 2002—2003
- Наименьшее число пропущенных мячей в сезоне: 44 гола в 44 играх — 2000—2001
- Наибольшее число игроков, игравших за команду за сезон: 47 игроков — 1997—1998
- Наименьшее число игроков, игравших за команду за сезон: 21 игрок — 1971—1972, 1973—1974, 1982—1983
- Лучший бомбардир за сезон: Денис Гай, 46 голов — 1973—1974
- Игрок, забивший наибольшее число голов: Билли МакЭйвой, 301 гол в 410 матчах
- Игрок, сыгравший наибольшее число матчей: Рэй Моуэт, 671 матч за 18 сезонов

## Главные тренеры
Список всех главных тренеров ФК Ардс:
- 1935: Том Адамсон
- 1937—1939: Сэм Паттон
- С 1939 по 1947 год команда выступала без тренера из-за Второй мировой войны
- 1947—1948: Ронни Деллоу
- 1949—1950: Гарри Уолкер
- 1950—1951: Джон Рэйд
- 1951—1953: Айзик МакДоуэл
- 1953—1959: Джордж Истхам
- 1959: Джимми Такер
- 1959—1960: Лен Грэхам
- 1960—1963: Томми Ивинг
- 1963—1964: Джонни Нильсон
- 1964—1970: Джордж Истхам
- 1970—1978: Билли Хамфрис
- 1978—1979: Джое Кинкэйд
- 1979—1980: Билли Никсон
- 1980—1982: Билли Хамфрис
- 1983—1985: Лоуренс Уолкер
- 1985—1987: Джимми Тод
- 1987: Джон Рини
- 1988—1989: Джимми Тод
- 1989—1990: Питер Дорнэн
- 1990—1991: Берти МакМин
- 1991—1992: Рой Коил
- 1992—1993: Пол Мэлон
- 1993—1997: Рой Коил
- 1997: Джордж Боудэн
- 1997—1999: Томми Кэсиди
- 1999—2001: Трэвор Андерсон
- 2001—2003: Франки Паркс
- 2003—2005: Шэйн Рэддиш
- 2005—2006: Джордж Нил
- 2006: Гари Хилс и Рэй Моррисон
- с 2006 по настоящее время: Томми Кинкэйд

## Контактная информация
- Адрес: Ards FC Sports Club 2d Portaferry Road Newtownards United Kingdom BT23 8NN
- Телефон: 028 9182 8328